# Línea 124 (Buenos Aires)
La Línea 124 es una línea de colectivos del Área Metropolitana de Buenos Aires. Une el partido de Tres de febrero con la Facultad de Derecho de la Universidad de Buenos Aires en el barrio de la Recoleta.

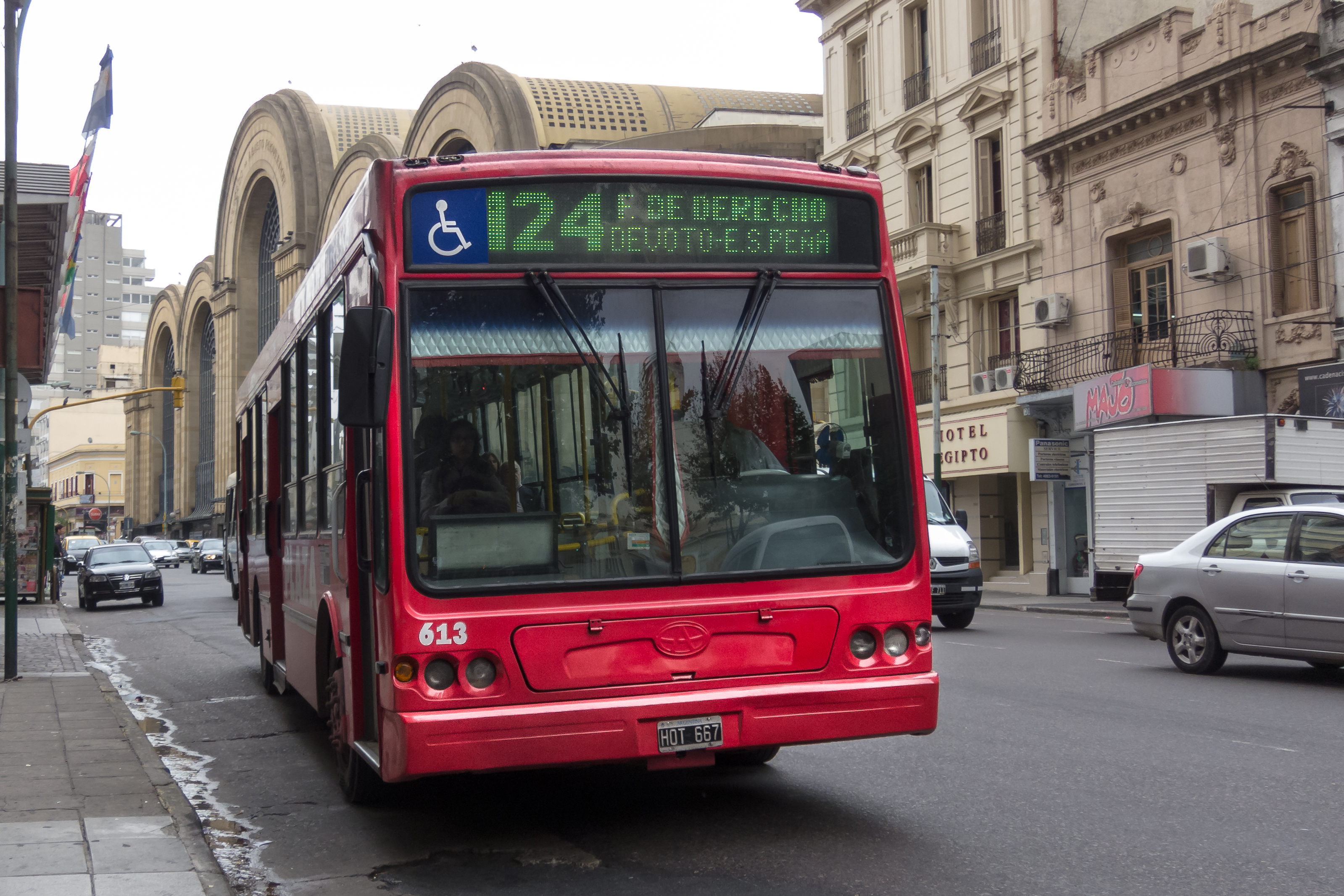
La línea anteriormente era operada por el Grupo Plaza.

La línea es operada desde 2014 por la Empresa Transportes Automotores Callao S.A. Anteriormente a 2014 era operada por el extinto Grupo Plaza.

## Recorridos

### Recorrido A –Facultad de Derecho(Recoleta) –Villa Raffo(Part. de 3 de febrero) – Servicio Común
- - Ida A Villa Raffo (Part. de 3 de febrero): Desde Julio Víctor González Y Eduardo Juan Couture por Eduardo Juan Couture, Calle de Acceso Al Centro Municipal De Exposiciones, Avenida Pueyrredón, Avenida del Libertador, Rodríguez Peña, Lavalle, Jeán Jaurés, Sarmiento, Antonio Machado, Ramos Mejía, Avenida Ángel Gallardo, Avenida Gaona, Avenida Nazca, Arregui, Helguera, Baigorria, Bermúdez, Avenida Francisco Beiró, Avenida Lope De Vega, Cruce Avenida General Paz, Lope de Vega, San Pedro, Santa Rosalía, Senador Benito Ferro hasta Justo José de Urquiza donde finaliza su recorrido

- - Regreso A Facultad De Derecho: Desde Senador Benito Ferro y Justo José de Urquiza por Senador Benito Ferro, Nuestra Señora de Loreto, Avenida General Paz Oeste, Víctor Hugo, Avenida General Paz Este, Asunción, Avenida Lope De Vega, Coronel Ramón Lista, Cervantes, Marcos Sastre, Avenida Nazca, Avenida Gaona, Argerich, Neuquén, Fragata Presidente Sarmiento, Franklin, Avenida Díaz Vélez, Hidalgo, Avenida Díaz Vélez, Avenida Acoyte, Ferrari, Lavalleja, Avenida Corrientes, Avenida Callao, Avenida del Libertador, Avenida Presidente Figueroa Alcorta, Julio Víctor González Donde Estaciona Frente A La Facultad De Derecho

## Lugares de interés
La línea 124 recorre los siguientes lugares de interés, especialmente atracciones turísticas como también hospitales, centros comerciales y universidades: 
| Salud- Hospital Alemán - Hospital de Clínicas, - Hospital Durand - Hospital Álvarez - Hospital Naval - Policlínico Bancario 9 de julio - Policlínico del Docente - Sanatorio Quintana | Educación- UBA CBC (Sede Ramos Mejía) - UTN FRBA Medrano - Universidad del Salvador (Sede Central) | Estadios- All Boys - Comunicaciones - General Lamadrid | Cultura- Planetario - Teatro Astral - Centro Cultural Recoleta - Centro Curtural San Martin - Paseo La Plaza - Teatro Picadilly - Teatro San Martin - Centro Cultural Konex | Interés General- Devoto Shopping - Del Parque Sustentoutlet - Plaza Miserere - Shopping Abasto - Buenos Aires Design - Auditorio Hotel Bauen |